# Rapport Stern
Pour les articles homonymes, voir Stern.

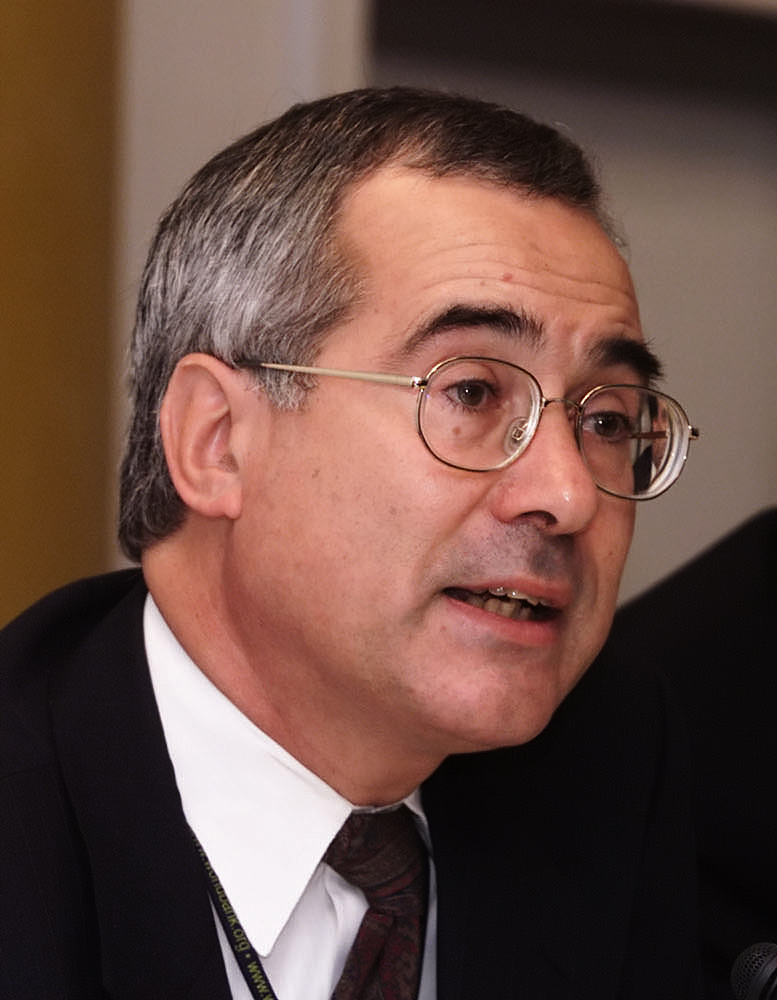
Sir Nicholas Stern, vice-président senior de la Banque mondiale, est l'auteur du rapport.

Le rapport Stern sur l’économie du changement climatique (en anglais Stern Review on the Economics of Climate Change) est un compte rendu sur l'effet du changement climatique et du réchauffement global sur la planète rédigé par l'économiste Nicholas Stern pour le gouvernement du Royaume-Uni. Publié le 30 octobre 2006, ce rapport de plus de 700 pages est le premier rapport financé par un gouvernement sur le réchauffement climatique mené par un économiste et non par un climatologue.  

## Présentation
Ses principales conclusions sont qu'un pour cent du PIB investi à partir de 2006 aurait suffi à fortement atténuer les effets du changement climatique (« soit une augmentation ponctuelle de l’indice des prix, de la même grandeur que des coûts auxquels nous sommes habitués à faire face, par exemple en ce qui concerne les fluctuations des taux de change. Cela ne ralentirait nullement notre activité ») et qu'autrement ce serait risquer une récession jusqu'à 20 % du PIB mondial. 
Dès 2008, Nicholas Stern reconnaît avoir « sous-estimé » l’ampleur des risques climatiques et du réchauffement climatique.